# Johann Brath
Johann Brath, magyar forrásokban Brath János (16. század – 17. század) erdélyi szász jegyző, krónikaíró.
1619. június 28.-án városi jegyzőnek választották meg Medgyesen. Német nyelven irt krónikát hagyott hátra kéziratban, mely Seivert szerint az 1141-től 1621. április 27-éig való eseményeket foglalja magában; azonban a Siebenbürgische Quartalschrift (VII. 108. l.) szerint azt kell hinnünk, hogy a Brath-féle krónika 1627-ig terjedt. Johann Hutter medgyesi polgár másolata alapján hibásan őt tartották szerzőnek, noha maga Hutter jegyezte be, hogy semmit nem változtatott Brath kéziratán. Ezen krónikából apróbb részleteket közöltek a Siebenbürgische Quartalschrift (II. 251. l.) és a brassói Unterhaltungsblatt (1837.)